# Isorropus sibyllae
Isorropus sibyllae là một loài bướm đêm thuộc phân họ Arctiinae, họ Erebidae.